# Масюк Василь Каленикович
Васи́ль Кале́никович Масю́к (нар. 26 лютого 1900, Дибинці — пом. 19 квітня 1988, Дибинці) — український радянський майстер художньої кераміки; член Спілки радянських художників України з 1962 року. Заслужений майстер народної творчості УРСР з 1967 року. Син майстра художньої кераміки Каленика Масюка.

## Біографія
Народився 26 лютого 1900 року в селі Дибинцях (нині Білоцерківський район Київської області, Україна). Гончарної справи навчався в Дибинецькій школі кераміки, яку закінчив 1919 року, та у свого батька.
Жив і працював у Дибинцях. Помер у Дибинцях 19 квітня 1988 року.

## Творчість
Працював у галузі декоративного мистецтва (художня кераміка). Створював миски, кухлі, глечики, макітри з покришками, молошники, двійнята, горщики, бинчики (глечики з вухом над вінцями), невеликі горнятка, які розмальовував рослинними мотивами. В орнаменті використовував хвилясті гілки з квітами, виноградом, листям або поодинокі квіти чи виноград із листочками, вертикальними «кривульками». Працював у межах місцевої традиції, але зберіг власний стиль. 
Брав участь у всеукраїнських виставках з 1963 року, всесоюзних з 1967 року, зарубіжних з 1965 року.
Деякі вироби майстра зберігаються у Національному музеї українського народного декоративного мистецтва у Києві, Полтавському художньому музеї.